# Anderlecht
Pour les articles homonymes, voir Anderlecht (homonymie).
Anderlecht (/ɑ̃.dœʁ.lɛkt/) est l'une des 581 communes de Belgique et une des 19 communes bilingues de la région de Bruxelles-Capitale.
Le 1er janvier 2025, elle comptait 128 724 habitants (7e commune la plus peuplée de Belgique), appelés Anderlechtois en français et Anderlechtenaars en néerlandais, pour une superficie de 17,91 km2 soit une densité de 7 186 hab./km2.
Elle est située dans le sud-ouest de l'agglomération bruxelloise et limitrophe des communes de Bruxelles-ville, Dilbeek, Drogenbos, Forest, Molenbeek-Saint-Jean, Leeuw-Saint-Pierre et Saint-Gilles.

## Géographie

### Localisation
La commune est située dans le centre de la Belgique, c'est aussi la commune la plus occidentale de la région de Bruxelles-Capitale et est un point de passage important pour le canal Charleroi-Bruxelles, qui coupe la commune en deux d'ouest en est ainsi que la route européenne 19 qui coupe la commune en deux du nord au sud.
En distance orthodromique, elle se situe à 1,8 km de Bruxelles-Ville, chef-lieu de la région et capitale de la Belgique (de la maison communale d'Anderlecht à l'hôtel de ville de Bruxelles-Ville).
Avec une superficie de 17,91 km2, Anderlecht est la troisième commune la plus étendue de la région mais reste une commune assez petite en comparaison des communes se situant en dehors de la région de Bruxelles-Capitale. Par exemple, Tournai s'étend sur 213,8 km2 et Namur sur 175,7 km2 ; concernant les communes limitrophes d'Anderlecht situées en dehors de la région de Bruxelles-Capitale, Dilbeek s'étend sur 41,18 km2 et Leeuw-Saint-Pierre sur 40,38 km2.

#### Communes limitrophes
| Dilbeek (Flandre)            | Molenbeek-Saint-Jean |                          |
|                              | Anderlecht           | Bruxelles - Saint-Gilles |
| Leeuw-Saint-Pierre (Flandre) | Drogenbos (Flandre)  | Forest                   |

### Géologie et relief
Une partie du centre d'Anderlecht appartient au groupe géologique du quaternaire avec ce que l'on nomme une alluvion moderne des vallées faisant partie du système quaternaire supérieur ou moderne.
Le reste de la géologie de la commune fait partie du système éocène composé en plusieurs étages géologiques ; par exemple, le nord-ouest de la commune fait partie de l'assise inférieure de l'étage paniselien, appartenant à l'éocène inférieur, dont les sols sont composés d'argiles ou d'argilites sableuses, glauconifères, avec des grès argileux fossilifères ; des sables avec des plaquettes de grès lustrés et des grès divers, fossilifères vers le bas ; et de l'argile grise, schistoïde, plastique, très rarement glauconifère, lagunaire ou polderienne. Toujours dans l'éocène inférieur, on retrouve un étage yprésien composé de sable à Nummulites planulata, avec des lentilles d'argile mais aussi de l'argile plastique ou sableuse.
Outre ces différents étages géologiques qui composent le territoire de la commune, on retrouve à l'ouest de la commune, en continuité avec la région flamande, la Pajottenland, un mélange de collines et de vallées dont le sol est constitué de loam.
En 2018, le Service Géologique belge creuse un forage de 120 mètres de profondeur à Anderlecht pour analyser la faisabilité d'une exploitation du sol anderlechtois pour la géothermie.
Concernant le relief de la commune, celui-ci est relativement plat mis à part l'ouest de la commune qui est un peu plus élevé. C'est une commune qui reste assez plate contrairement à d'autres communes bruxelloises comme Saint-Gilles. Le point culminant de la commune est à 72,50 et se situe à Vlasendaal.

### Voies de communication et transports

#### Réseau routier

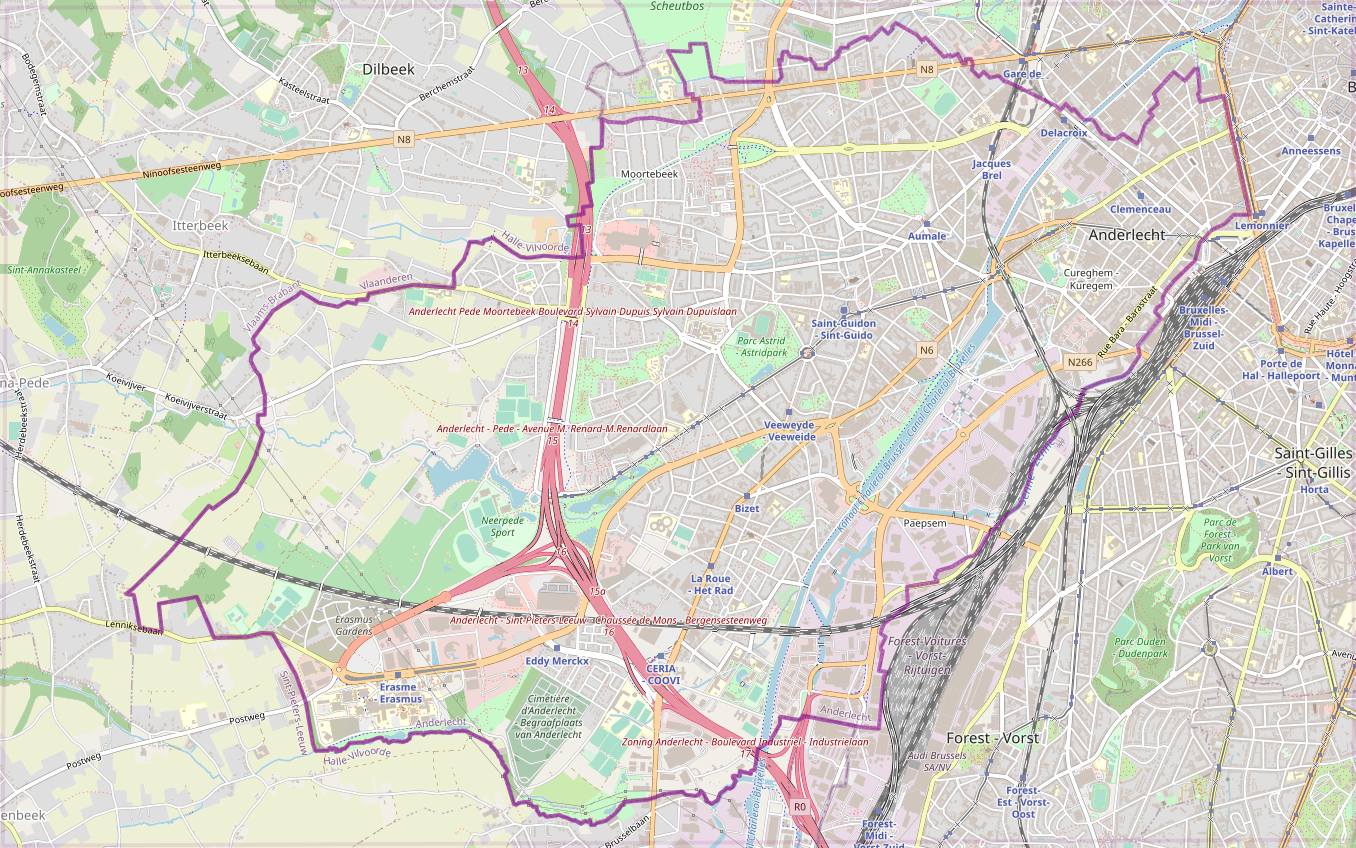
Réseau routier d'Anderlecht.

Une autoroute, la route européenne 19 (E19), correspondant à une partie du ring 0 (R0) entourant la région de Bruxelles-Capitale, coupe la commune du nord au sud avec à l'ouest le parc régional de la Pede et le cimetière du Chant d'Oiseaux et à l'est, le bâti d'Anderlecht. Une sortie au nord de la commune permet de rejoindre Dilbeek et le quartier de Broeck, une autre le parc des Etangs, une troisième est un échangeur avec la bretelle 201 (B201) ; une quatrième, assez complexe, permet de rejoindre la route nationale 6 (N6) tandis qu'une dernière sortie, qui peut être confondu avec une portion d'autoroute (en réalité, la bretelle 202 ou B202), permet de rejoindre le quartier industrielle d'Anderlecht.
La bretelle 201 (B201) coupe la partie ouest en deux, d'ouest en est, enclavant au nord le parc régional de la Pede entre le boulevard et l'autoroute et au sud, un campus de l'université libre de Bruxelles et le cimetière du Chant d'Oiseaux. Nommée Bretelle d'Erasme, elle est longue d'un 1,678 km[réf. nécessaire].
En ce qui concerne les routes nationales, on en compte plusieurs traversant la commune:
- la route nationale 6 (N6) est une nationale importante de Belgique (comme quelques autres nationales belges débutant leur parcours depuis la petite ceinture de Bruxelles). Elle débute donc sur le ring 20 (R20), qui est une frontière entre Anderlecht et Bruxelles-Ville ; elle relie le centre-ville à Paris (elle passe la frontière belge pour continuer en France en tant que route nationale 2) en passant par Hal, Tubize, Soignies, Mons ; et en France, par Maubeuge, Laon et Soissons. Elle traverse Anderlecht du nord-est au sud, c'est un axe principal de la commune.
- la route nationale 8 (N8), débutant à quelques centaines de mètres à l'est d'Anderlecht, sur le ring 20 (R20), permet de rejoindre Bruxelles-Ville à Saint-Idesbald, entre Coxyde et La Panne, à la mer du Nord, en passant par Dilbeek, Ninove, Brakel, Audenarde, Courtrai, Menin, Ypres et Furnes. Elle traverse Anderlecht que dans l'extrémité nord de la commune.
- la route nationale 215 (N215)[9], commençant son tracé à l'est du quartier Heyvaert, permet une liaison direct vers le sud du Parc de Forestier, longeant les quais le long du canal, dans sa partie nord. Elle prend fin au niveau du CPAS d'Anderlecht.
- la route nationale 219 (N219)[9] est une courte nationale reliant la route nationale 290 (N290) à la route européenne 19 (E19).
- la route nationale 220 (N220)[9] est une route reliant le Parc Régional de la Pede à la sortie 14 du ring 0 (R0). Elle est coupée en deux par la bretelle 201 (B201) pour reprendre sa route jusqu'à l'Institut Saint Nicolas, au niveau de l'échangeur complexe entre la route européenne 19 (E19) et la routa nationale 6 (N6).
- la route nationale 266 (N266)[10] est une route démarrant à une intersection de la route nationale 265 (N265) à Saint-Gilles et traversant entièrement le quartier industriel de la commune pour continuer jusqu'à Drogenbos.
- la route nationale 274 (N274)[10] longe dans la partie nord de la commune la route nationale 215 (N215) et prend fin presque au même endroit.
- la route nationale 282 (N282)[10] débute à une intersection avec la route nationale 6 (N6) et l'Avenue Frans van Kalken. Elle traverse Anderlecht jusqu'à l'Université libre de Bruxelles pour continuer en direction de Lennik.
- la route nationale 290 (N290)[11], débutant au nord de Jette, permet la liaison entre cette commune bruxelloise, le Parc Elisabeth avant d'arriver à Anderlecht entre Moortebeek et Scheut et rejoint le Parc Astrid où la route terminera son trajet quelques centaines de mètres plus loin, rejoignant la route nationale 282 (N282).

En dehors des routes nationales, il existe d'autres axes importants comme le Boulevard Prince de Liège, le Boulevard Félix Paulson, l'Avenue d'Itterbeek, le Boulevard Paepsem et la rue de Fiennes.
La commune est devenue, comme l'ensemble des communes bruxelloises, une commune zone 30, c'est-à-dire que rouler à 30 km/h à Bruxelles est devenue une règle et obligatoire depuis le 1er janvier 2021 et ce pour la sécurité de tous les usagers, pour l'apaisement de la circulation et la réduction des nuisances sonores,.
Une étude en 2007 a été menée concernant les accidents de roulage avec lésions corporelles, abrégé en AccRLC. Selon un document paru dans Le moniteur de la mobilité, il y avait en 2007 trois rues ayant enregistrées plus de 10 AccRLC : le Boulevard Industriel en a compté entre 10 et 14, la Chaussée de Ninove entre 20 et 24 et la Chaussée de Mons, plus de 25 ; cette dernière est donc l'une des plus accidentogènes de la région de Bruxelles-Capitale avec la Chaussée de Waterloo et la Chaussée de Gand. Sur la Chaussée de Mons, quatre AccRLC ont été enregistrés sur le seul carrefour entre la Chaussée et la Rue de Zuen. Toujours à Anderlecht, le Boulevard Sylvain Dupuis fut équipé en 2006 d'une caméra automatique qui a enregistré plus de 11 AccRLC.

#### Ponts
Traversée par le canal Charleroi-Bruxelles, par une autoroute et des voies ferrées, Anderlecht est de fait parsemée de ponts routiers et ferroviaires.
Dans l'ordre, après l'écluse No 10, on trouve le pont Écluse d'Anderlecht, le pont Paepsem, les ponts de la Petite Île (seront quant à eux réhabilités car ils sont en très mauvais états. Les travaux devraient être terminés vers 2023. L'un des ponts sera haubané avec une piste cyclable et un trottoir de chaque côté), le pont de Cureghem, les pont rails (les deux ponts Vierendeel d'Anderlecht qui sont deux pont-rail franchissant le canal ; ce sont des ponts de type Vierendeel), le pont-métro Delacroix (toujours en service, c'est un pont en poutre utilisé pour le transport du métro bruxellois).
En 2021, deux pont-rail ont été remplacés car ils étaient trop bruyant, avant métalliques, ils sont maintenant en béton. Un autre pont, le pont Marchant, devrait être rénové au cours de l'année 2021.
Depuis la Porte d'Anderlecht, siège du Musée des Égouts à Bruxelles, on peut accéder à la rivière de la Senne.

#### Réseau ferroviaire
Anderlecht est munie d'une gare située sur la ligne 50C, c'est la gare d'Anderlecht. Elle est mise en service depuis le 13 décembre 2020 et constitue l'une des gares du projet du RER bruxellois ; elle aura coûtée 3,7 millions d'euros. Cette gare est la 144e du réseau suburbain de Bruxelles et la 35e gare située dans la Région de Bruxelles-Capitale. Elle est desservie par le train S3 durant toute la journée. C'est une gare intermodale permettant une connexion rapide au reste du réseau de la STIB.
D'autres gares se situent non loin de la commune comme la gare de Bruxelles-Midi et la gare de Bruxelles-Ouest.

#### Réseau fluvial

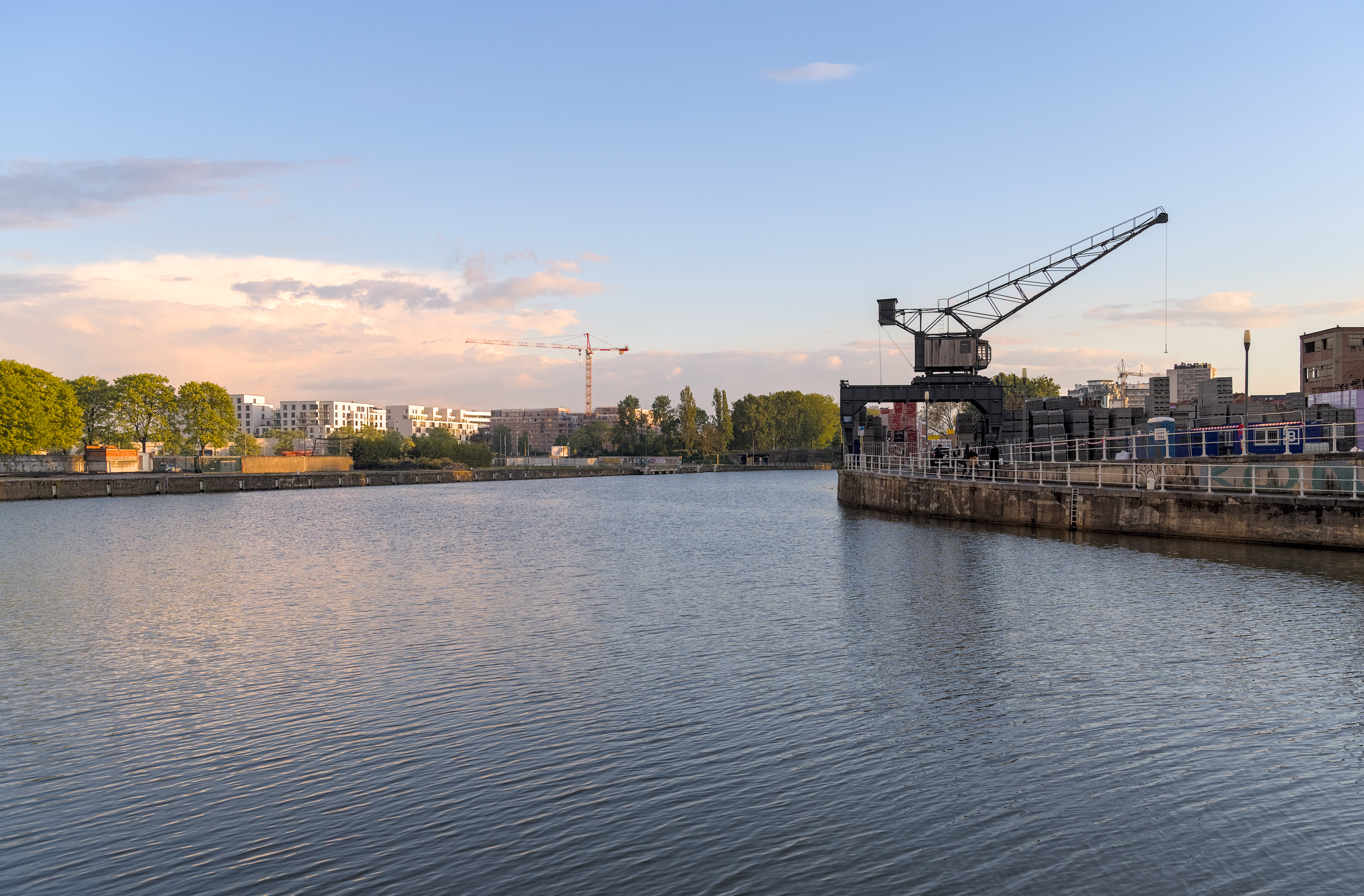
Bassin du Biestebroeck.

Anderlecht est sur le parcours du deuxième plus grand axe du réseau belge des voies navigables, c'est-à-dire l'axe Anvers-Bruxelles-Charleroi par l'Escaut maritime, le canal maritime et le canal Charleroi-Bruxelles. On trouve une écluse sur ce canal à Anderlecht,, la No 10. On trouve à Anderlecht une partie de la Senne à ciel ouvert, à côté du canal. Ainsi, grâce au canal, l'eau excédentaire de la Senne peut se verser dans le canal pour éviter des inondations dans Bruxelles,.
Le Territoire du canal traverse les quartiers suivants d'Anderlecht : Cureghem Rosee, Cureghem Bara, Industrie Birmingham, Cureghem Vétérinaire, Anderlecht centre Wayez, Veeweyde Aurore, Industrie Sud, Bizet Roue Ceria et Vogelenzang - Érasme.

## Étymologie
L'usage Andreleth est attesté en 1046, ainsi qu'en 1133 la forme Anderlecht puis en 1224 Andellech. Le nom Anderlecht proviendrait du celte « étang » (*lacu) et du gaulois « anderos » signifiant « en contrebas » ou bien relatif à la présence de génisses (en celte « andera »).

## Histoire

### Premières occupations connues
Dès l'âge de pierre, des hommes choisissent pour s'y fixer la rive droite de la Senne, c'est-à-dire la parcelle du territoire d'Anderlecht incluse dans l'éperon de sable situé entre la Senne et le Maelbeek[réf. nécessaire]. C'est à la présence des eaux qu'il faut attribuer l'établissement d’habitations humaines, des huttes en bois sur pilotis (palafittes), à cet endroit.
La mise au jour de fragments de vases et de poteries attestent de l'occupation d'Anderlecht à l'âge du bronze.
Pour ce qui concerne l'âge du fer, on peut citer la découverte de vases et d'une crémaillère articulée.

### Antiquité
À la fin du Ier siècle de notre ère, une villa, siège d'une importante exploitation agricole, fut construite à Anderlecht sur l'emplacement du Champ de Sainte-Anne. Une chaussée romaine secondaire (diverticulum) s'étendait alors sur la crête de partage des vallées de la Vlese, sous-affluent de la Senne, et de la Pède ; la villa romaine se trouvait non loin de cette voie. Les fouilles mirent au jour des murailles enduites de plâtras multicolore, des débris de tuiles (tegulae), des carreaux céramiques, des poteries et des objets métalliques.
Au milieu du Ve siècle, la région est occupée par les Francs. Au VIe siècle, ils y établissent un cimetière sur les rives de la Senne à l’emplacement des ruines de la villa romaine, sur les ruines des vaincus, selon leurs usages. Cette nécropole comprenait plus de 400 sépultures contenant des armes, des bijoux et des instruments de travail.

### XIesiècle

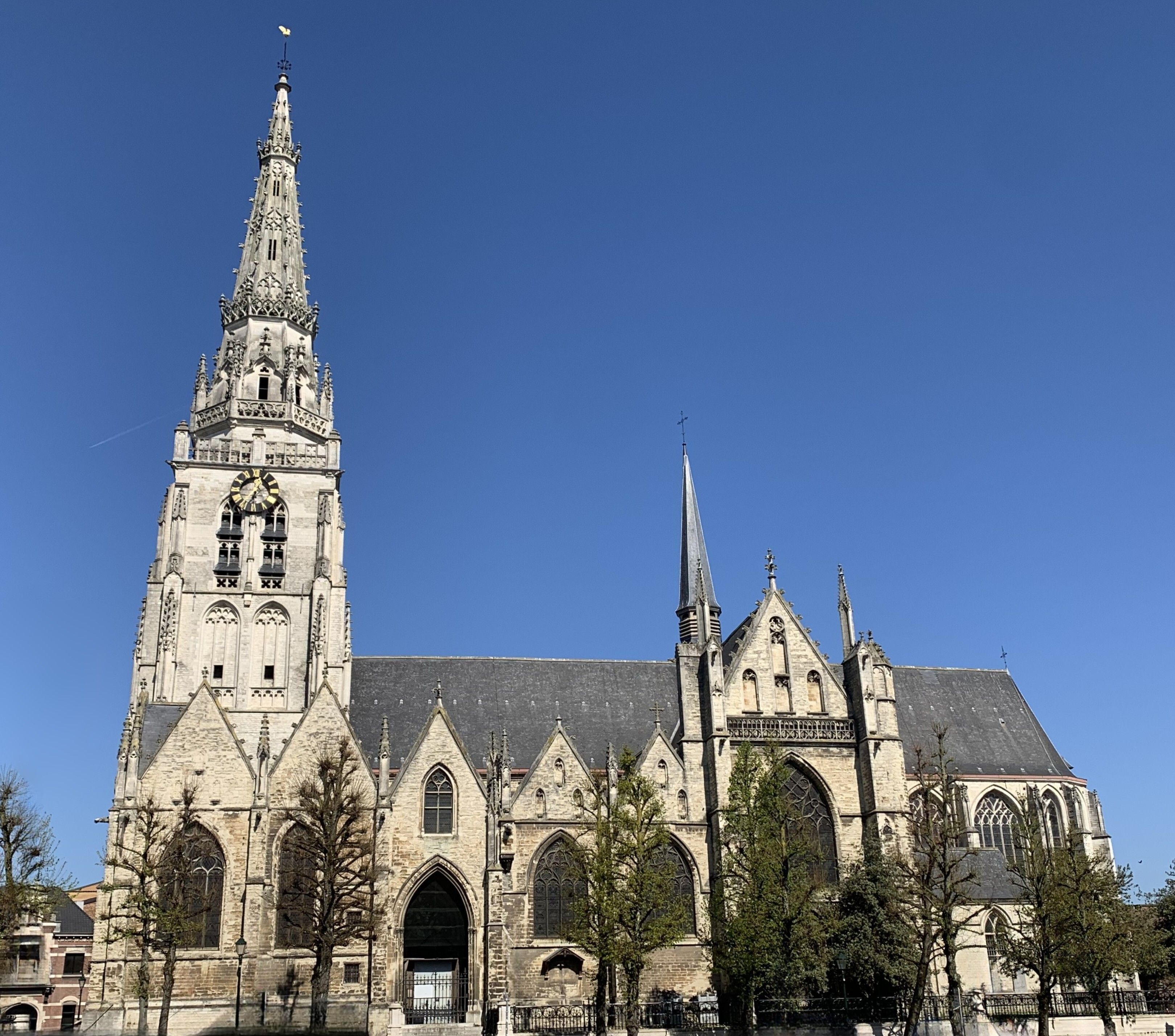
Collégiale Saints-Pierre-et-Guidon.

C'est du XIe siècle que date l'essor d'Anderlecht, en particulier autour de la vie religieuse. À l'époque, quatre villages occupent le territoire de l'actuelle commune : Anderlecht et Aa, liées à deux puissantes seigneuries foncières des bords de la Senne, Cureghem et Neerpede.
- En 1046, Reinelde d’Aa fonde un chapitre canonial au sein de la paroisse de l’église Saint-Pierre, alors église principale d’Anderlecht qui acquiert ainsi le titre de collégiale. La communauté formera bientôt un noyau culturel, particulièrement rayonnant aux XVe et XVIe siècles.
- Une église romane est également construite - qui deviendra la collégiale Saints-Pierre-et-Guidon.
- La mort de Saint Guidon est située vers 1012. La collégiale prit le nom de Saints Pierre-et-Guidon lorsque, un siècle après la mort du saint, une Vita Guidonis écrite par un des chanoines le fit mieux connaître. Son tombeau commença à attirer un grand nombre de pèlerins.

### Bas Moyen Âge
En 1252 est fondé le béguinage d'Anderlecht.
Dès la fin du XIIIe siècle, la Famille d'Aa perd de son influence ; une partie de leur seigneurie passe aux mains de la famille de Walcourt, une autre à Sweder d'Abcoude au début du XVe.
De 1350 à 1527, la modeste église romane est agrandie et acquiert un style gothique brabançon. Elle prend alors son apparence actuelle, mais elle sera encore fortement restaurée et transformée au XIXe siècle.
En 1356, la plaine de Scheut fut le théâtre de la Bataille de Scheut.
En 1393, Jeanne de Brabant incorpore Anderlecht à la Cuve de Bruxelles. Ce rattachement marqua de manière indélébile la vie sociale, politique et économique du village pendant quatre siècles.

### XVesiècle
Des miracles et une apparition de la Vierge font affluer les pèlerins et permettent le développement d'un nouveau centre religieux : les fondations d'une chapelle sont jetées en 1450 à Scheut, bientôt complétées par un monastère chartreux (1453), une église et un grand cloître (1469).

### Renaissance

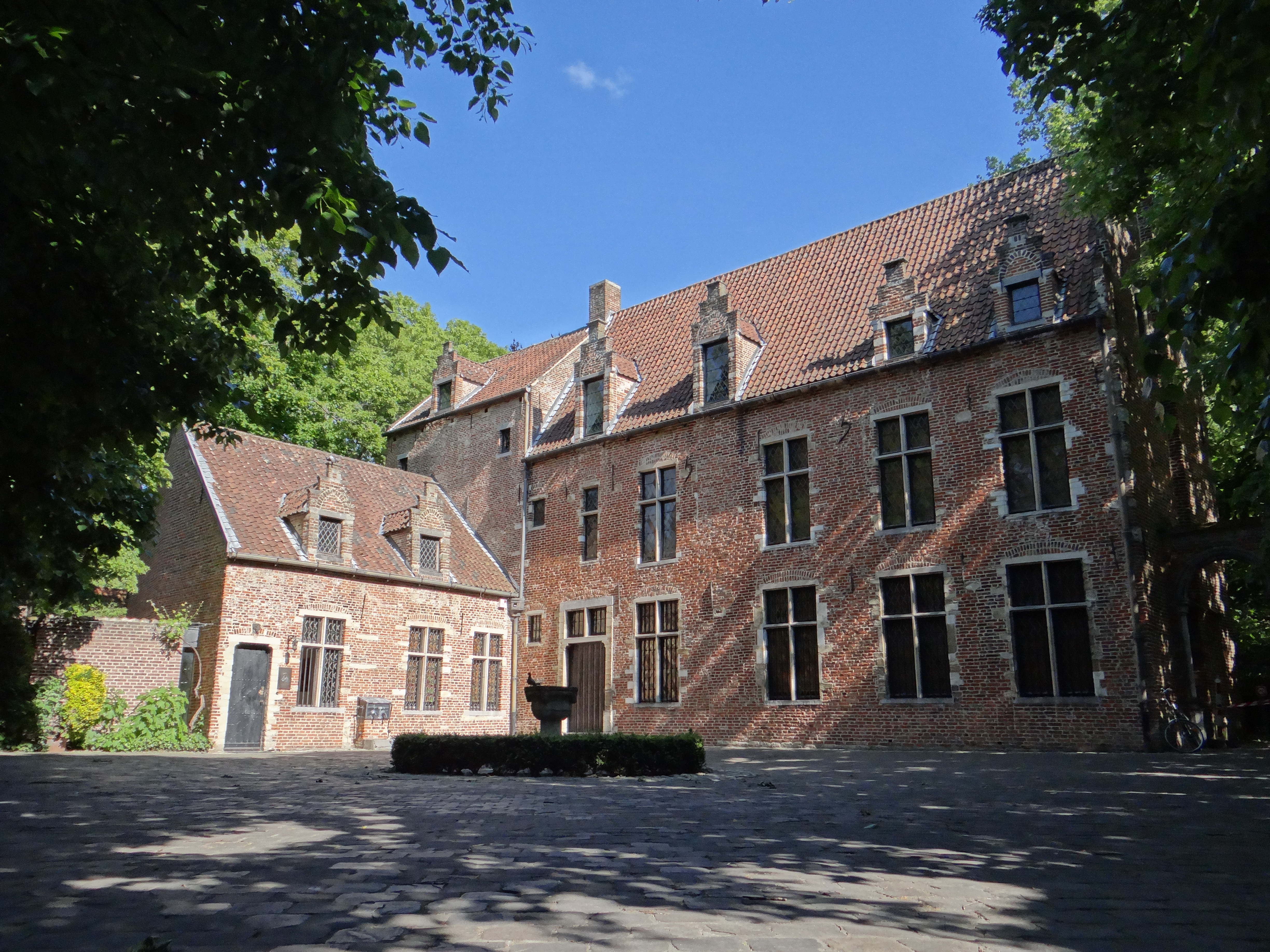
Maison d'Erasme.

En 1521, Érasme passe quelques mois à Anderlecht, dans ce qui deviendra la Maison d'Erasme.
En 1525, la population d'Anderlecht est évaluée à 970 habitants.
En 1576 puis en 1579, la chartreuse de Scheut, à son apogée, est envahie, pillée et brûlée. Le couvent détruit, les Chartreux s'aménagent un refuge à Bruxelles intra muros en 1585.

### XVIIesiècle
Les archiducs Albert et Isabelle, gouverneurs des Pays-Bas espagnols, autorisent les Minimes à venir s'installer à Bruxelles en 1616. À partir de 1624, et avant de s'installer au centre de Bruxelles, l'ordre fait donc bâtir un premier couvent, avec le soutien du duc d'Aumale - alors en exil au château d’Aumale.

### Joséphisme
Les mesures prises par Joseph II contre les institutions religieuses frappent directement Anderlecht. En 1783, les chartreux doivent définitivement quitter la chartreuse de Scheut. Douze ans plus tard, la chapelle et la ferme (le Scheuthof), sont vendus comme biens nationaux. La chapelle résistera jusqu'en 1794, avant d'être détruite en toute illégalité. Le collège de chanoines fut dissout en 1796.

### Période française
Le 13 septembre 1792, la commune est le théâtre du combat d'Anderlecht qui voit s'opposer la France et le Saint-Empire germanique.

#### Canton d'Anderlecht
Le décret du 31 août 1795, fait d'Anderlecht le chef-lieu du 24e canton du département de la Dyle. Ce canton d'Anderlecht regroupait 11 municipalités - Anderlecht (chef-lieu), Berchem-Sainte-Agathe, Jette, Laeken, Dilbeek, Meulebeek (sic), Grand-Bigard, Itterbeek, Sint-Martens-Bodegem, Vlezenbeek et Wambeek et comptait 11 400 âmes. La Cuve de Bruxelles est supprimée par l'administration française.
La situation avantageuse de ces communes en rend les productions principales abondantes en grains tels que froment, seigle, orge, avoine, et colza. Les prairies et pâturages y sont d'une grande étendue, surtout à Anderlecht, Meulebeek et Laeken où ils sont fertilisés par les fréquentes inondations de la Senne. On a donc l'avantage d'y faire deux récoltes par an et celui d'y entretenir quantité de bestiaux de toutes espèces. Il se cultive à Grand-Bigard et Saint-Martin beaucoup de houblon et à Meulebeek les fruits et les légumes sont également abondants. Il résulte de ces productions auxquelles il faut ajouter les bois, quoique peu considérables, que possédaient les abbayes d'Affligem et Grand-Bigard, que ce canton est l'un des plus fertiles du département.
Les objets d'industrie et commerce dans ce canton sont les manufactures et imprimeries de coton, manufactures de faïence, fabriques de tabac, potasse, salins, blanc de céruse et poudre à tirer, avec deux tanneries, le tout sur les communes d'Anderlecht, Meulebeek et Koekelberg - alors une dépendance de Berchem-Sainte-Agathe. Il y a aussi une fonderie de fer à Jette et deux tanneries à Laeken.
La qualité du beurre d'Anderlecht, que lui donne la nature des pâturages qui alimentent les bestiaux, fait qu'il a la préférence sur tout autre des environs. Le canton compte environ quinze brasseries et dix genièvreries.
Le canton d'Anderlecht comptait, avant la suppression du clergé, dix paroisses et deux annexes avec une collégiale au chef-lieu, le couvent des Minimes, le béguinage d'Anderlecht, l'abbaye de Dieleghem (Prémontrés) à Jette, l'abbaye Sainte-Wivine à Grand-Bigard.

#### La commune à la fin duXVIIIesiècle
Sa population est d'environ 2 000 âmes, y compris ses dépendances, qui s'étendaient jusqu'aux remparts de Bruxelles, à savoir : les hameaux de Cureghem, Veeweyde, Aa (où il y a un moulin à eau), Biestebroeck, Neerpede, Vlaesendael, Broeck, Mylenmeersch et Moortebeek en partie, les fermes isolées de Scheut, Elishout, Vlest et le moulin à eau de Speekaert et quelques maisons isolées de cultivateurs, qui ne sont connues que par les noms de ceux qui les habitent. Près de la ferme de Scheut, à l'emplacement de l'église du couvent des Chartreux, se trouvait une chapelle nommée Notre-Dame de Scheut dont la situation agréable, au milieu d'un bocage, rendait ce lieu très fréquenté. Les productions principales d'Anderlecht sont le froment, le seigle, le colza, les fruits et légumes de toutes espèces. Les prairies et pâturages y sont très abondants. On y trouve également quatre imprimeries de coton, deux moulins à huile, deux fabriques d'amidon, une foulerie en laines, un moulin à tan et une genièvrerie. C'est à cette importante tradition maraichère et horticole que la commune doit l'Institut Redouté-Peiffer, héritier de l'école provinciale d'horticulture.

### XIXesiècle

#### Urbanisation

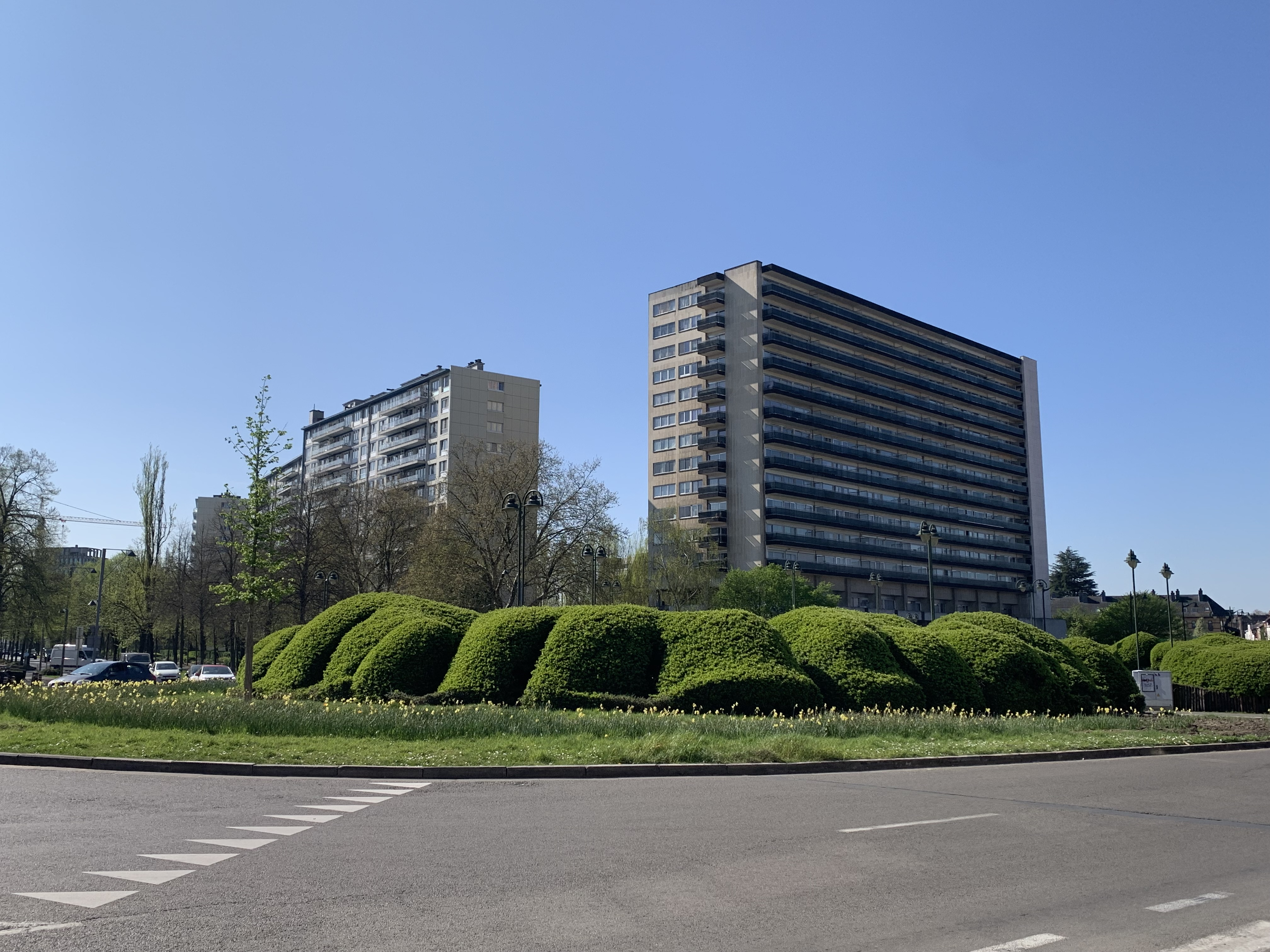
Quartier Veeweyde.

Au XIXe siècle la commune s'urbanise et se peuple, en réponse à l'industrialisation des abords du canal ; la chaussée de Ninove est tracée en 1828, à travers l’ancienne propriété des chartreux.
La population est multipliée par 10 entre 1830 et 1890 et encore doublée entre 1890 et 1910. Le long de la chaussée de Mons, une série de quartiers industriels et ouvriers rejoignent d'abord le centre d'Anderlecht par Cureghem, puis s'étendent au-delà, avec notamment l'établissement, au début du XXe siècle, de la cité ouvrière de La Roue.

#### Gestion de l'eau
Anderlecht est traversée par la Senne et, à partir de 1832, par le canal, sillonnée de cours d'eau (dont la Pede et le Vogelenzang) et ponctuée de moulins à eau et de marais. L'hydrographie naturelle des lieux et ses fréquents débordements  deviennent donc rapidement une entrave à son urbanisation qui ne manque pas, depuis, d'interpeler les pouvoirs publics,.

### XXesiècle

#### Football
Le Sporting Club Anderlechtois est fondé le 27 mai 1908. En 1917, il investit le Parc Astrid — alors parc du Meir — inauguré en 1911, et y installe une première tribune en 1920. Le club intègre l'élite du football belge dès 1935. En 1980, le club de football rénove et agrandit ses installations sportives dans le parc — il en occupe actuellement près d'un quart. En février 2010, la commune d'Anderlecht signe un accord cadre avec le RSCA qui vise à soutenir les projets d’agrandissement du stade et à limiter les futures taxes communales qui seront dues par le club. En 2018, et plus que jamais, les incertitudes concernant l'avenir du RSCA dans l'actuel Lotto Park (anciennement stade Constant Vanden Stock) vont bon train. En effet, le Sporting pense peut-être migrer de ce stade mythique de la place De Linde pour trouver refuge dans le possible nouveau stade de Grimbergen. Les autorités communales d'Anderlecht ont pris le taureau par les cornes et ont commandé une étude sur une éventuelle deuxième vie du stade Vanden Stock.

## Démographie

### Évolution de la population
| Habitants                       | 3 426   | 5 966   | 7 465   | 11 580  | 18 615  | 22 812  | 32 311  | 47 929  | 64 137  | 67 038  | 80 046  | 86 412  | 94 677  | 103 796 |  |
| Index                           | 100     | 174     | 218     | 338     | 543     | 666     | 943     | 1 399   | 1 872   | 1 957   | 2 336   | 2 522   | 2 763   | 3 030   |  |
| Année                           | 1980    | 1990    | 2000    | 2010    | 2011    | 2012    | 2013    | 2014    | 2015    | 2016    | 2017    | 2018    | 2019    | 2020    |  |
| Habitants                       | 95 969  | 89 231  | 87 812  | 104 647 | 107 912 | 111 279 | 113 462 | 115 178 | 116 332 | 117 412 | 118 241 | 118 382 | 119 714 | 120 887 |  |
| Index                           | 2 801   | 2 605   | 2 563   | 3 054   | 3 150   | 3 248   | 3 312   | 3 362   | 3 396   | 3 427   | 3 451   | 3 455   | 3 494   | 3 529   |  |
| Année                           | 2021    | 2022    | 2023    | 2024    | 2025    |         |         |         |         |         |         |         |         |         |  |
| Habitants                       | 121 929 | 122 547 | 125 065 | 126 581 | 128 724 |         |         |         |         |         |         |         |         |         |  |
| Index                           | 3 559   | 3 577   | 3 650   | 3 695   |         |         |         |         |         |         |         |         |         |         |  |
| chiffres INS - 1830 = Index 100 |         |         |         |         |         |         |         |         |         |         |         |         |         |         |  |

Graphe de l'évolution de la population de la commune
- Source:INS - De:1806 à 1980=recensement de la population au 31 décembre; depuis 1990= population au 1er janvier

### Population belge
| Nationalité                                           | Population |
| Belgique                                              | 83 807     |
| Source : IBSA Brussels, chiffres au 1er janvier 2025. |            |

## Héraldique
|  | La commune possède des armoiries qui lui ont été octroyées officiellement le 10 juin 1840. La ville en usait depuis la décision du Grand Conseil héraldique du 7 octobre 1818. Elles montrent un Saint Guidon à genoux. Ce saint est originaire de la commune et s'est rendu en pèlerinage en Terre Sainte en 1042. Depuis lors il est le saint-patron de la commune. Il est inhumé dans l'église de la paroisse. Le personnage représenté sur le blason lève une main vers le ciel et tient de l’autre un bâton orné d’une petite bannière; derrière lui on voit une charrue et deux chevaux attelés : les chevaux et le personnage sont d’or sur fond d’azur. Ce n’est point un hasard si le sceau communal témoigne officiellement de la continuité folklorique d’Anderlecht et rappelle que ce vaste territoire de 1 784 ha de superficie constituait l’un des centres agricoles les plus anciens du pays. Actuellement la continuité est assurée par l’organisation, depuis 1825, du marché annuel. Les couleurs sont les couleurs nationales hollandaises. Quand au XIXe siècle le conseil adopta ces armoiries, aucune couleur n'était précisée. Toutes les armoiries dont les couleurs n'étaient pas précisées étaient octroyées dans les couleurs nationales. Après l'indépendance de la Belgique en 1830, les armoiries ont été confirmées et les couleurs n'ont pas été changées. Blasonnement : D'azur à saint Guidon d'or. - Arrêté royal : 10 juin 1840 Source du blasonnement : Armorial des communes de la région de Bruxelles-Capitale. |

## Quartiers d'Anderlecht
1. Centre historique
2. Birmingham
3. Biestebroeck
4. Veeweyde
5. Meir
6. Scherdemael
7. Broeck
8. Moortebeek
9. Peterbos
10. Scheutveld
11. Scheut
12. Cureghem
13. Petite Île
14. Zoning industriel
15. La Roue
16. Trèfles
17. Quartier des Étangs
18. Vogelenzang
19. Neerpede
20. Bon Air

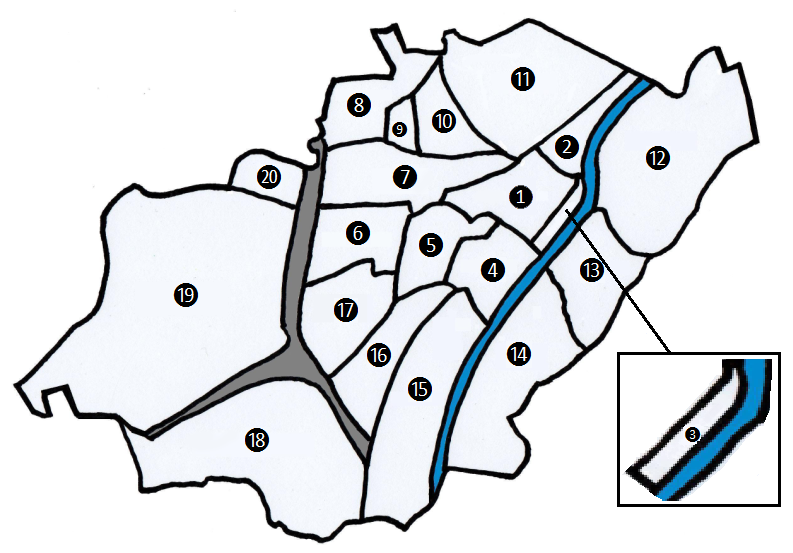
Plan d'Anderlecht (20 quartiers)

Le quartier d'Aa s'étend à cheval sur le Zoning industriel et le quartier de La Roue et correspond à l'ancien hameau du même nom. Le Zoning industriel est parfois divisé en deux : Aa et Paepsem.

## Mobilité
Anderlecht est desservi par de nombreuses lignes de transport public
Réseau STIB
| Ligne           | Station                 | Quartier(s) desservis |
| --------------- | ----------------------- | --------------------- |
| (M) · (5)       | Jacques Brel            | Birmingham / Scheut   |
| (M) · (5)       | Aumale et Saint-Guidon  | Centre                |
| (M) · (5)       | Veeweyde                | Veeweyde              |
| (M) · (5)       | Bizet, La Roue et CERIA | La Roue               |
| (M) · (5)       | Eddy Merckx et Erasme   | Vogelenzang           |
| (M) · (2) · (6) | Clemenceau              | Cureghem              |
| (M) · (2) · (6) | Delacroix               | Birmingham            |

| Ligne      | Nombres d'arrêts | Quartier(s) desservis                                                 |
| ---------- | ---------------- | --------------------------------------------------------------------- |
| (B) · (46) | 28               | Porte d'Anderlecht, Cureghem, Meir, Scherdemael, Neerpede, Moortebeek |
| (B) · (49) | 12               | Gare du midi, Orban, Saint-Guidon, Peterbos                           |
| (B) · (53) | 36               | Broeck, Peterbos                                                      |
| (B) · (73) | 10               | Gare du midi, Cureghem, Petite Île, Zoning industriel                 |
| (B) · (74) | 25               | Vogelenzang, Veeweyde                                                 |
| (B) · (75) | 19               | Bon Air, Broeck, Scherdemael, Meir, Veeweyde, La Roue                 |
| (B) · (78) | 12               | Gare du midi, Cureghem, Petite Île, Zoning industriel                 |
| (B) · (89) | 20               | Birmingham, Scheut, Scheutveld, Broeck                                |

| Ligne      | Nombres d'arrêts | Quartier(s) desservis                       |
| ---------- | ---------------- | ------------------------------------------- |
| (T) · (81) | 14               | Cureghem, Centre, Meir, Quartier des étangs |

Réseau De Lijn 
| Ligne | Départ                 | Destination                  | ---           |
| ----- | ---------------------- | ---------------------------- | ------------- |
| 116   | Bruxelles-Midi         | Ternat                       |               |
| 117   | Bruxelles-Midi         | Dilbeek (Rondenbos)          |               |
| 118   | Bruxelles-Midi         | Schepdaal                    |               |
| 126   | Bruxelles-Nord         | Ninove centre                |               |
| 127   | Bruxelles-Nord         | Ninove centre                |               |
| 128   | Bruxelles-Nord         | Ninove centre                |               |
| 129   | Bruxelles-Nord         | Dilbeek (Zuurweide)          |               |
| 136   | Bruxelles-Nord         | Alsemberg                    |               |
| 137   | Bruxelles-Nord         | Alsemberg                    |               |
| 140   | Bruxelles-Midi         | Gooik (Leerbeek stelplaats)  |               |
| 141   | Bruxelles-Midi         | Gooik (Leerbeek stelplaats)  |               |
| 142   | Bruxelles-Midi         | Gooik (Leerbeek stelplaats)  |               |
| 144   | Bruxelles-Midi         | Gooik (Leerbeek stelplaats)  |               |
| 145   | Bruxelles-Midi         | Gooik (Leerbeek stelplaats)  |               |
| 153   | Anderlecht (La Roue)   | Ninove                       | via Alsemberg |
| 154   | Anderlecht (La Roue)   | Halle AZ St-Maria ziekenhuis |               |
| 155   | Anderlecht (La Roue)   | Halle AZ St-Maria ziekenhuis |               |
| 170   | Bruxelles-Midi         | Halle station                |               |
| 171   | Bruxelles-Midi         | Halle station                |               |
| 610   | Erasme                 | Zaventem aéroport            | bus de nuit   |
| 810   | Dilbeek (Moermanslaan) | Halle station                |               |

## Politique

### Élections communales de 2024

#### Conseil communal de 2024
|       |                    |        |       |      |         |     |    |
| Parti | Parti              | Voix   | %     | +/-  | Sièges  | +/- |    |
|       | MR-OpenVLD-LE-CD&V | 12 442 | 27,27 | 3,22 | 15 / 47 | 2   |    |
|       | PS-Vooruit         | 12 234 | 26,81 | 2.92 | 15 / 47 | 1   |    |
|       | PTB-PVDA           | 6 811  | 14,93 | 0.32 | 7 / 47  | 0   |    |
|       | TFA                | 6 436  | 14,11 | Nv.  | 7 / 47  | 7   |    |
|       | Ecolo-Groen        | 3 575  | 7,84  | 7,68 | 3 / 47  | 5   |    |
|       | Autres             | 4 127  | 9,04  | Nv.  | 0 / 47  | 0   |    |
| Total | Total              | 45 625 | 100   | 5,22 | 47      | 47  | 27 |

### Élections communales de 2018

#### Conseil communal de 2018
|       |                |        |       |       |         |     |         |
| Parti | Parti          | Voix   | %     | +/-   | Sièges  | +/- | Collège |
|       | PS-sp.a        | 12 442 | 27,27 | 27,27 | 16 / 47 | 16  | Oui     |
|       | MR-Open VLD-IC | 10 628 | 22,53 | 3,61  | 12 / 47 | 2   | Non     |
|       | Ecolo-Groen    | 7 320  | 15,52 | 4,17  | 8 / 47  | 3   | Oui     |
|       | PTB-PVDA       | 6 891  | 14,61 | 12,92 | 7 / 47  | 7   | Non     |
|       | DéFI           | 3 581  | 7,59  | 0,26  | 3 / 47  | 0   | Oui     |
|       | N-VA           | 1 950  | 4,13  | 0,94  | 1 / 47  | 1   | Non     |
|       | Autres         | 1 059  | 2,25  | Nv.   | 0 / 47  | 0   |         |
| Total | Total          | 44 561 | 100   | 5,22  | 47      | 47  | 27      |

#### Collège du bourgmestre et des échevins en 2024
| Collège communal  |                        |                               |
| ----------------- | ---------------------- | ----------------------------- |
| Bourgmestre       | Fabrice Cumps          | PS - PS+Vooruit               |
| 1er Échevine      | Françoise Carlier      | MR                            |
| 2e Échevin        | Lotfi Mostefa          | PS - PS+Vooruit               |
| 3e Échevine       | Fatiha El Ikdimi       | Les Engagés                   |
| 4e Échevine       | Bieke Comer            | Vooruit                       |
| 5e Échevin        | Achille Junior Vandyck | MR                            |
| 6e Échevine       | Fabienne Miroir        | PS - PS+Vooruit               |
| 7e Échevin        | Julien Milquet         | Les Engagés                   |
| 8e Échevine       | Luiza Duraki           | Vooruit - PS+Vooruit          |
| 9e Échevin        | Halina Benmrah         | MR - MR-Les Engagés-VLD- CD&V |
| Président du CPAS | Guy Wilmart            | PS - PS+Vooruit               |

|bgcolor="#99CC33" |
|Allan Neuzy
|Ecolo
|-
|Solidarité internationale, Sports, Cultes, Cohésion sociale.
|bgcolor="#02E5D2" |
|Julien Milquet
|Les Engagés
|-
|Enseignement francophone, Crèches francophones, Évènements, Santé.
|bgcolor="#FF0000" |
|Guy Wilmart
|PS
|}

### Résultats des élections communales depuis 1976
| Partis                     | Partis         | Partis                       | 1976  | 1976  | 1982  | 1982  | 1988  | 1988  | 1994  | 1994  | 2000  | 2000  | 2006  | 2006  | 2012  | 2012  | 2018  | 2018  | 2024  | 2024  |
| Votes / Sièges             | Votes / Sièges | Votes / Sièges               | %     | 47    | %     | 45    | %     | 45    | %     | 43    | %     | 43    | %     | 63    | %     | 47    | %     | 47    | %     | 47    |
| -------------------------- | -------------- | ---------------------------- | ----- | ----- | ----- | ----- | ----- | ----- | ----- | ----- | ----- | ----- | ----- | ----- | ----- | ----- | ----- | ----- | ----- | ----- |
| Communistes                |                | PCB-KPB                      | 3,57  | 1     | 1,78  | 0     | -     |       | -     |       | -     |       | -     |       | -     |       | -     |       | -     |       |
| Extrême gauche             |                | PTB-PVDA                     | 0,58  | 0     | 0,41  | 0     | 0,44  | 0     | 0,52  | 0     | 0,49  | 0     | -     |       | 1,69  | 0     | 14,61 | 7     | 14,93 | 7     |
| Ecologistes                |                | Ecolo-Groen                  | -     |       | 6,3   | 2     | 10,87 | 5     | 8,39  | 4     | 16,16 | 7     | 10,68 | 4     | 11,35 | 5     | 15,52 | 8     | 7,84  | 3     |
| Socialistes                |                | PS-SP/Vooruit                | 44,79 | 25    | 36,46 | 22    | 37,29 | 20    | 23,31 | 13    | 27,67 | 14    | -     |       | -     |       | -     |       | 26,81 | 15    |
| Alliance socialistes-cdH   |                | PS-Sp.a-cdH                  | -     |       | -     |       | -     |       | -     |       | -     |       | 33,44 | 17    | 36,77 | 21    | 29,73 | 16    | -     |       |
| Chrétiens-démocrates       |                | PSC                          | 4,5   | 1     | -     |       | 8,24  | 3     | 7,91  | 3     | 4,29  | 1     | -     |       | -     |       | -     |       | -     |       |
| Chrétiens-démocrates       |                | PSD                          | -     |       | -     |       | 2,23  | 0     | -     |       | -     |       | -     |       | -     |       | -     |       | -     |       |
| Chrétiens-démocrates       |                | CD&V                         | 7,06  | 3     | 7,1   | 3     | -     |       | 8,94  | 4     | 7,42  | 3     | 6,07  | 2     | -     |       | -     | 0     | 1,52  |       |
| Fédéralistes francophones  |                | DéFI                         | 18,09 | 9     | 13,86 | 7     | -     |       | 11,18 | 5     | -     |       | -     |       | 7,85  | 3     | 7,59  | 3     | -     |       |
| Alliance FDF-MR            |                | PRL-FDF                      | -     |       | -     |       | 25,69 | 14    | -     |       | 30,02 | 15    | 34,86 | 18    | -     |       | -     |       | -     |       |
| Libéraux                   |                | PRL                          | 12,4  | 6     | 15,63 | 8     | -     |       | 14,61 | 7     | -     |       | -     |       | -     |       | -     |       |       |       |
| Libéraux                   |                | MR-OpenVLD                   | -     |       | -     |       | -     |       | -     |       | -     |       | -     |       | 26,14 | 14    | 22,53 | 12    | -     |       |
| Libéraux                   |                | PVV                          | -     |       | 2,35  | 0     | -     |       | -     |       | -     |       | -     |       | -     |       | -     |       | -     |       |
| Libéraux - Droite          |                | MR-Les Engagés-Open VLD-CD&V | -     |       | -     |       | -     |       | -     |       | -     |       | -     |       | -     |       | -     |       | 27,27 | 15    |
| Nationalistes flamands     |                | N-VA                         | -     |       | -     |       | -     |       | -     |       | -     |       | -     |       | 5,07  | 2     | 4,13  | 1     | 3,30  | 0     |
| Nationalistes flamands     |                | VU                           | -     |       | 4,2   | 1     | -     |       | 1,39  | 0     | -     |       | -     |       | -     |       | -     |       | -     |       |
| Extrême droite flamande    |                | Vlaams Belang                | 6,6   | 2     | -     |       | 2,55  | 0     | 4,47  | 1     | 7,87  | 3     | 7,94  | 3     | 3,66  | 1     | 2,13  | 0     | -     |       |
| Extrême droite francophone |                | FN                           | -     |       | -     |       | 3,05  | 0     | 13,2  | 6     | 3,31  | 0     | 3,92  | 1     | -     |       | -     |       | -     |       |
|                            |                | Divers 76                    | 2,43  | 0     | -     |       | -     |       | -     |       | -     |       | -     |       | -     |       | -     |       | -     |       |
|                            |                | FNK                          | -     |       | 2     | 0     | -     |       | -     |       | -     |       | -     |       | -     |       | -     |       | -     |       |
|                            |                | SC                           | -     |       | 3,42  | 1     | -     |       | -     |       | -     |       | -     |       | -     |       | -     |       | -     |       |
|                            |                | KARTEL                       | -     |       | -     |       | 7,73  | 3     | -     |       | -     |       | -     |       | -     |       | -     |       | -     |       |
|                            |                | AC-AK                        | -     |       | -     |       | -     |       | 3,17  | 0     | -     |       | -     |       | -     |       | -     |       | -     |       |
|                            |                | LLD                          | -     |       | -     |       | -     |       | 2,59  | 0     | -     |       | -     |       | -     |       | -     |       | -     |       |
|                            |                | PJM                          | -     |       | -     |       | -     |       | -     |       | -     |       | 2,7   | 0     | -     |       | -     |       | -     |       |
|                            |                | ISLAM                        | -     |       | -     |       | -     |       | -     |       | -     |       | -     |       | 4,13  | 1     | -     |       | -     |       |
|                            |                | Autres(*)                    | -     |       | 1,86  |       | 1,91  |       | 0,32  |       | 1,84  |       | 0,38  |       | 3,34  |       | 2,25  |       | -     |       |
|                            |                | Anderlecht Autrement         | -     |       | -     |       | -     |       | -     |       | -     |       | -     |       | -     |       | -     |       | 2,63  |       |
|                            |                | Collectif Citoyens           | -     |       | -     |       | -     |       | -     |       | -     |       | -     |       | -     |       | -     |       | 0,85  |       |
|                            |                | Équipe Fouad Ahidar+1070     | -     |       | -     |       | -     |       | -     |       | -     |       | -     |       | -     |       | -     |       | 14,11 |       |
|                            |                | Total des votes              | 62663 | 62663 | 55010 | 55010 | 49615 | 49615 | 45425 | 45425 | 43792 | 43792 | 49038 | 49038 | 48509 | 48509 | 50903 | 50903 | 45625 | 45625 |
|                            |                | Participation %              |       |       |       |       | 84,28 | 84,28 | 86,31 | 86,31 | 84,23 | 84,23 | 86,57 | 86,57 | 82,23 | 82,23 | 83,62 | 83,62 | 77,26 | 77,26 |
|                            |                | Votes blancs ou nuls %       | 5,6   | 5,6   | 7,54  | 7,54  | 8,28  | 8,28  | 6,46  | 6,46  | 5,39  | 5,39  | 6,02  | 6,02  | 8,14  | 8,14  | 7,33  | 7,33  | 6,44  | 6,44  |

 (*) 1982: ICC, MIRZA, PNP-NPG, UDB 1988: EVA, PFN 1994: PCN-NCP 2000: EUR,COLOR 2006: UNIE 2012: Belg-Unie, Egalite, Gauches Communes 2018 : La Droite, nation

## Lieux culturels, tourisme et curiosités

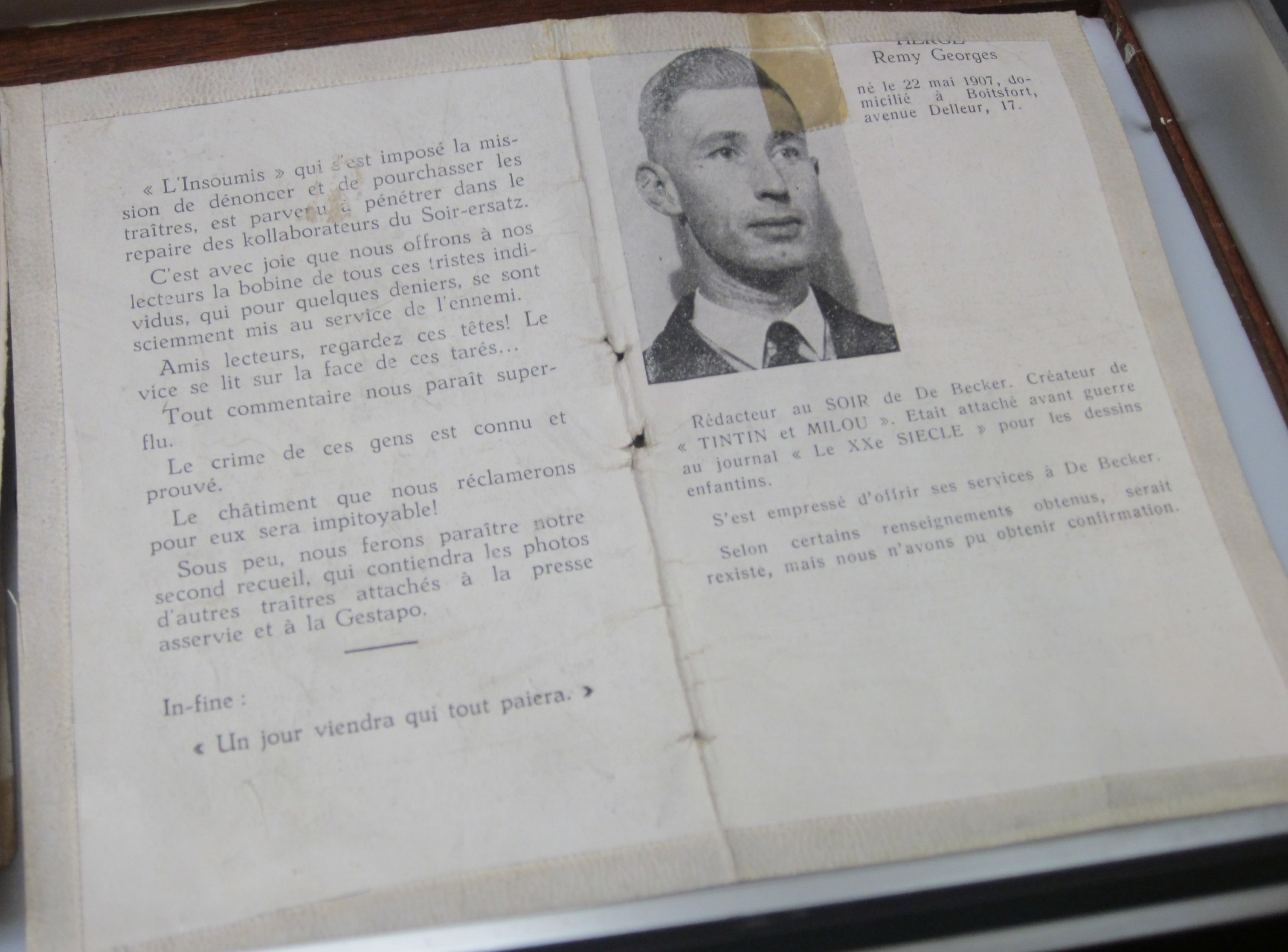
Page de Galerie de Traitres publié par L'Insoumis au sujet de Georges Remy (sic ; en fait Georges Remi, alias Hergé) au musée de la Résistance à Anderlecht.

- Le musée de la Chine, musée qui rassemble de nombreux documents et objets que la congrégation de Scheut ramena de leur action en Chine, dont un Bouddha en bronze datant du XVe siècle, et de très nombreux portraits de missionnaires. Ce musée est établi dans l'actuel couvent et retrace les aspects de la vie culturelle, artistique de la Chine ancienne.
- Le musée bruxellois de la gueuze, installé dans la brasserie artisanale bruxelloise Cantillon[41] (créée en 1900; musée, brassins publics et dégustation). Depuis lors la brasserie artisanale bruxelloise a rencontré un renouveau certain, et Anderlecht ne fait pas exception.
- Le béguinage hébergeant un musée sur l'histoire d'Anderlecht.
- La maison d'Érasme aujourd'hui transformée en musée érasmien.
- Le musée de la Résistance.
- Le musée de la Médecine[42], qui se trouve sur le campus ULB-Erasme.
- Le musée Maurice Carême permet au visiteur de découvrir le cadre où le poète vécut et écrivit. Les œuvres exposées témoignent des liens qu'il noua avec des artistes comme Paul Delvaux, Felix De Boeck, Henri-Victor Wolvens, Luc De Decker, Léon Navez, Devi Tuszynski, Rodolphe Strebelle, Marcel Delmotte, Roger Somville, Jules Lismonde…
- Le Luizenmolen, reconstitution moderne (1999) d'un ancien moulin à vent.

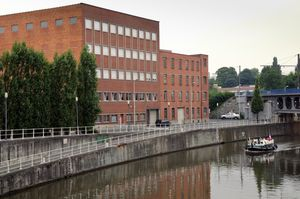
Bâtiment des Archives de l'État à Bruxelles (Anderlecht).

- Ouvertes au public, les Archives de l'État à Bruxelles (Anderlecht) se situent au Quai Demets no 7 à Anderlecht, à environ 2 km de la gare du Midi. Elles conservent plusieurs kilomètres d’archives liées au territoire de l’arrondissement administratif de Bruxelles-Capitale. Ce dépôt a ouvert ses portes au public en 2002, à la suite de la scission de la province de Brabant et à la création, en 1995, de l'arrondissement administratif de Bruxelles-Capitale.

## Économie
- Abattoirs d'Anderlecht
- La confiserie Leonidas SA a son siège au Boulevard Jules Graindor, no 43 (en face de la Clinique Sainte-Anne Saint-Rémi)
- Coca-Cola Benelux[43] a son siège au 1424, Chaussée de Mons. Distribution pour le Benelux et deuxième plus grand centre d’innovation de Coca-Cola.
- Play It Again, Sam, aussi connu sous le nom de Pias, a eu son siège au 100, rue de Veeweyde, avant qu'il ne déménage au Royaume-Uni en 2016.
- Radionomy, leader mondial de la radio en ligne [44], est basé au 55, boulevard international.

### Commerces et établissements anciens

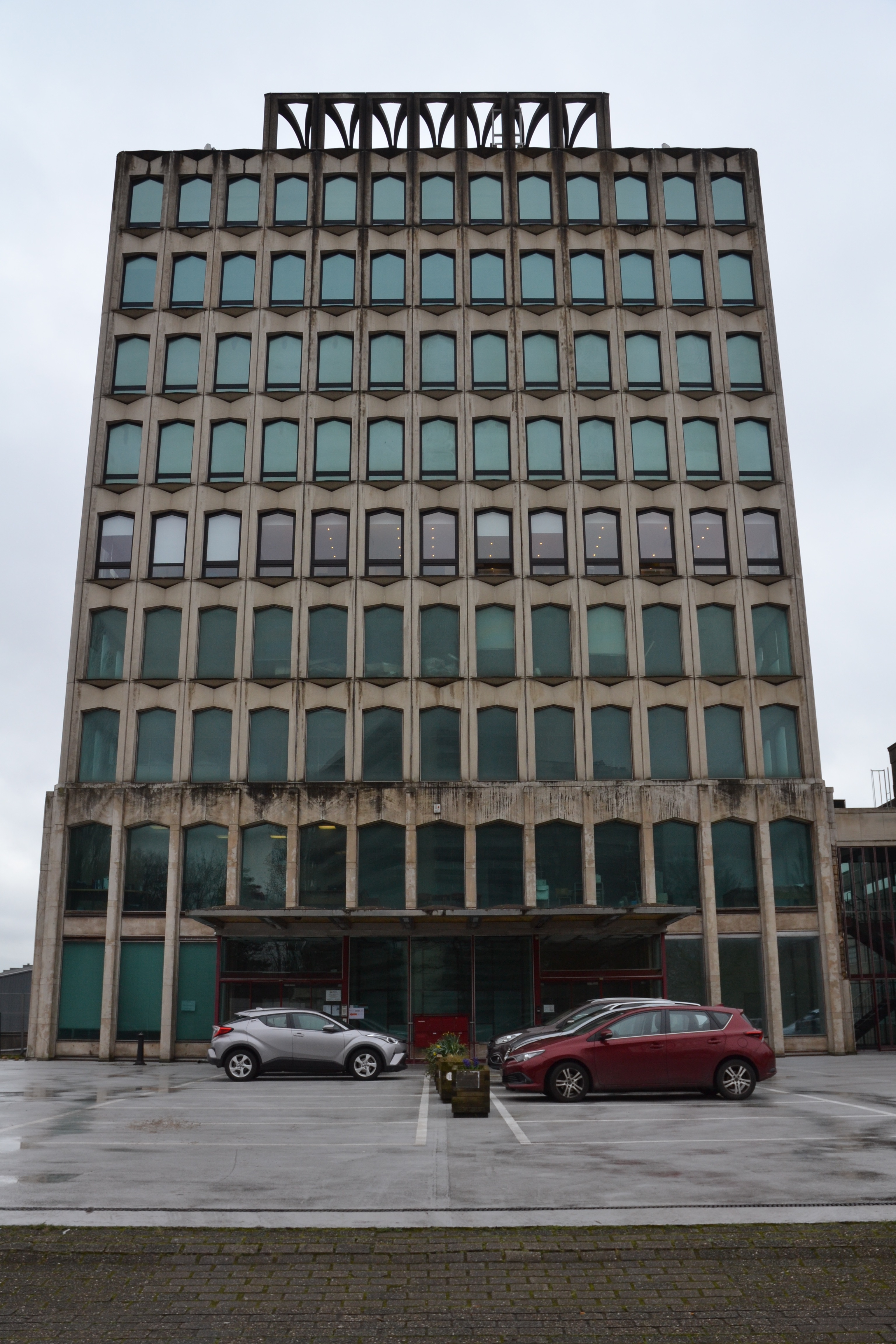
La tour Tondeur Diffusion, ancien siège des imprimeries ASAR.

- Droguerie Wotquenne (rue Edmond Delcourt, 30)
- Le Chapeau blanc, restaurant (rue Wayez, 200)
- Au flan renommé, boulangerie (rue Wayez, 21)
- Friture René, restaurant (place de la Résistance, 14)
- In den Appelboom, restaurant (rue du Pommier, 401)

## Santé
- Hôpital Érasme[45]
- Hôpital Joseph Bracops[46]
- Clinique Sainte-Anne Saint-Rémi[47]
- Hôpital New Bordet

## Jumelages
La ville d'Anderlecht est jumelée avec  :
- Boulogne-Billancourt (France) depuis le 3 février 1955, 117 000 habitants.
- Neukölln (Allemagne) depuis le 3 février 1955, district berlinois le plus peuplé, 350 000 habitants.
- Hammersmith (Royaume-Uni) depuis le 3 février 1955.
- Zaandam (Pays-Bas) depuis le 3 février 1955.
- Marino (Italie) depuis le 27 janvier 1976, 30 000 habitants.

D’autre part la commune d’Anderlecht a signé un pacte d’amitié avec :
- Sainte-Maxime (France) depuis le 7 novembre 2000.

## Sport
La commune d'Anderlecht est renommée principalement pour ses équipes de football, de rugby et d'aviron qui sont les équipes les plus titrées en Belgique dans leurs disciplines respectives.
- Adeps : la commune propose un Centre Adeps[49]
- Athlétisme : RSC Anderlecht-Athlétisme[50] qui occupe la piste Jesse Owens à Neerpede
- Football : le RSC Anderlecht est l'équipe belge la plus titrée au niveau national
- Football américain : les Brussels Black Angels s'entrainent sur le terrain synthétique du Vogelenzang et jouent leurs matches sur le terrain central du stade Jesse Owens
- Golf : le Royal Amicale Golf Club d'Anderlecht[51] est le seul club de la région Bruxelles-Capitale à proposer un parcours 18 trous
- Hippisme : la commune abrite différents manèges dont le Pony Paradise[52] et l'Amazone.
- Hockey : le Royal Sporting Hockey Club d'Anderlecht[53] est issu de la fusion (en 1974) entre l'ancienne section Hockey du RSCA et le l'Amicale
- Korfbal: le Royal Olympia Anderlecht Korfbal[54] est le seul club de la région de Bruxelles-Capitale à pratiquer ce sport mixte.
- Nautisme : le Cercle des Régates de Bruxelles[55] a été créé en 1878
- Rugby : le RSC Anderlecht-Rugby est le doyen des clubs Belges et fut aussi un des quatre membres fondateurs de la Fédération belge de rugby à XV.
- Ski : le Yéti Ski[56] propose une piste de ski synthétique de 140 mètres
- Tennis et padel : Anderlecht Tennis / CRSPCA propose 14 terrains de tennis dont 5 intérieur et 3 terrains de padel.
- Tennis de table : le Royal Cercle de Tennis de Table Anderlechtois[57]
- Tir à l'arc : société Royale de Tir à l'Arc la Flêche d'Or d'Anderlecht[58]
- Volley-Ball : le Best Friends Volley Club[59]

## Personnalités
Voir aussi le pierres tombales présentes à la Collégiale Saints-Pierre-et-Guidon d'Anderlecht.

### Arts
- Abel et Gordon, artistes et coréalisateur du film Rumba (2008), vécut à Anderlecht.
- Dick Annegarn, auteur-compositeur-interprète, habitant d'Anderlecht.
- Jacques Brel, chanteur. Il a vécu de 1942 à 1951 au 7, rue Jacques Manne, et a travaillé de 1946 à 1953 dans la cartonnerie familiale Vanneste & Brel (aujourd'hui SCA Packaging) au 18, rue Verheyden.
- Maurice Carême, poète, habitant d'Anderlecht.
- Joseph De Gryse, architecte-paysagiste et urbaniste, Président de l'Association Belge des Architectes de Jardins et du Paysage, vécut à Anderlecht.
- Hippolyte De Kempeneer (1876-1944), producteur et réalisateur, grande figure des premiers temps du cinéma belge, né à Anderlecht.
- Gos, scénariste et dessinateur de bande dessinée (Le Scrameustache), vécut à Anderlecht.
- Jean Hayet, acteur et professeur de diction à l'académie d'Anderlecht, vécut à Anderlecht.
- Pascal Henrard, écrivain, scénariste belgo-canadien a grandi et vécu à Anderlecht.
- Albert Huybrechts, musicien, vécut à Anderlecht.
- André Jacqmain (1921-2014), architecte, né à Anderlecht.
- Kid Noize, compositeur et DJ, né à Anderlecht. De son vrai nom, Greg Avau, membre fondateur du groupe Joshua et membre du jury 2012 de The Voice Belgique.
- N'Faly Kouyaté, koraïste guinéen (Afro Celt Sound System), vécut à Anderlecht.
- Ivan Paduart (né en 1966), jazzman, né à Anderlecht.
- Raymond Reding (1920-1999), dessinateur de bandes dessinées, a vécu et est décédé à Anderlecht.
- Régine (1929-2022), chanteuse, née à Anderlecht.
- Royer, dessinateur de presse, vit à Anderlecht
- Marcel Spittael (1899-1981), architecte né à Anderlecht.
- William Vance (1935-2018), dessinateur et scénariste de bande dessinée, né à Anderlecht.
- Guy Vandevoorde, illustrateur, vécut à Anderlecht.
- Toots Thielemans, musicien de Jazz, vécut à Anderlecht.
- Henri Vergé-Sarrat (1880-1966), artiste peintre et graveur né à Anderlecht.
- Louis Van den Eynde (1881-1946), artiste peintre et graveur belge.
- Guy Verstraeten (né en 1981),	humoriste, chroniqueur, journaliste, plus connu sous le pseudonyme de Guillermo Guiz, né à Anderlecht.
- Zidrou (né en 1962), scénariste de bande dessinée, né à Anderlecht.

### Religieux
- Adrien VI, pape, théologien, recteur à l'Université de Louvain, chanoine au Chapitre d'Anderlecht, vécut à Anderlecht.
- Érasme, philosophe, humaniste, vécut à Anderlecht.
- Jan Gooris, chanoine qui a écrit sur la vie et les miracles de Guidon d'Anderlecht, vécut à Anderlecht.
- Saint Guidon (+ 1012), vécut à Anderlecht.

### Politiques
- Pierre François Van Winghen, bourgmestre libéral d'Anderlecht de 1830 à 1836.
- Charles-Adrien-Auguste de Formanoir de la Cazerie, bourgmestre libéral d'Anderlecht de 1836 à 1842.
- Guillaume Hoorickx, bourgmestre libéral d'Anderlecht de 1842 à 1862.
- Georges-Alphonse Moreau, bourgmestre libéral d'Anderlecht de 1885 à 1919.
- Fernand (ou Ferdinand) Demets, bourgmestre libéral d'Anderlecht de 1919 à 1927, sénateur, Ministre de la Défense nationale et gouverneur de la Province de Brabant.
- Hubert-Félix Paulsen (1870-1934), bourgmestre socialiste d'Anderlecht de 1927 à 1932 et sénateur.
- Théo Lambert (1875 - 1938), bourgmestre libéral d'Anderlecht de 1933 à 1938, officier de l'ordre de Léopold et chevalier de la Légion d'honneur.
- Joseph Bracops (1900-1966), bourgmestre d'Anderlecht de 1947 à 1966.
- Henri Simonet (1931-1996), bourgmestre d'Anderlecht de 1966 à 1984, ancien ministre des affaires étrangères et vice-président de la Commission européenne.
- Christian D'Hoogh (1933-), bourgmestre d'Anderlecht de 1984 à 2001.
- Jacques Simonet (1963-2007), bourgmestre d'Anderlecht de 2001 à 2007, ancien ministre-président de la région bruxelloise et secrétaire d'État aux affaires européennes et étrangères.
- Gaëtan Van Goidsenhoven (1973-), bourgmestre d'Anderlecht de 2007 à 2012.
- Éric Tomas (1948-), bourgmestre d'Anderlecht de 2012 à 2021.
- Fabrice Cumps, bourgmestre d'Anderlecht depuis 2021.
- Élisabeth de Belgique, les princes Gabriel et Emmanuel, la princesse Éléonore, respectivement 1er, 2e, 3e et 4e dans l'ordre de succession au trône de Belgique (en 2015), sont nés à Anderlecht.
- Louise de Landsheere (1908-1989) résistante durant la Seconde guerre mondiale, chef adjointe du réseau Zéro, survivante de la déportation, décède à Anderlecht.
- Xavier Mabille (1933-2012), politologue né à Anderlecht.

### Sportifs
- Jean Bourgeois, alpiniste (himalayiste et membre du GHM), ethnographe et astronome belge, vécut à Anderlecht.
- Martine Florent (1961-2015) ex-championne de Belgique de javelot, née et décédée à Anderlecht.
- Désiré Keteleer (1920-1970), cycliste professionnel, né à Anderlecht.
- Philippe Thys (1890-1971), cycliste, né à Anderlecht.
- Félix Week, ancien joueur du RSC Anderlecht, tenait un café rue de Veeweyde.
- Nadine Khouzam (1990-), joueuse de hockey sur gazon et entrepreneure, née à Anderlecht

### Autres personnalités
- Herman Dedapper, restaurateur[60], Premier Sommelier de Belgique (1981) et médaillé de bronze au concours mondial, vécut à Anderlecht.
- Vinciane Despret (née en 1959), philosophe des sciences, née à Anderlecht.
- Gaétan de Rassenfosse (né en 1983), économiste.

## Iconographie
L'iconographie de la commune très nourrie et de longue date, retrace l'histoire et l'évolution de la commune.

### XVIIesiècle
Remigio Cantagallina est l'auteur de plusieurs dessins représentant des vues ou des bâtiments bruxellois et d'Anderlecht en particulier, qui se trouvent dans les collections des Musées royaux des Beaux-arts de Belgique.
- Les ruines de la Vieille Tour à Anderlecht (Hof ter Biest[62])[63].
- Anderlecht - (Verso) Esquisse d'un arbre[64].
- Tobie et l'ange, devant les remparts de la ville et la porte d'Anderlecht[65].
- Vue du nord-est de Bruxelles et de l'église Sainte-Gudule à droite[66].
- L'artiste au travail devant Anderlecht[67].

### FinXIXe- débutXXesiècle
C'est l'âge d'or de la carte postale et des témoignages photographies d'Anderlecht, rural, dans les environs de Bruxelles.

### L'œuvre d'Henri Dethier
Le peintre belge Henri Dethier (1939–2009), auteur de nombreuses représentations de transports ferrés a peint Anderlecht dans plusieurs tableaux.
- Tram 56 à son terminus de Neerpede-Anderlecht
- Trams 56 et 45 au Rond-Point du Meir avec le Parc d’Anderlecht à l’arrière-plan
- Tram 22 dans la neige. Place Ministre Wauters.
- Tram 46 à l’angle du Boulevard Poincaré et de la chaussée de Mons. Carrefour de la Porte d'Anderlecht
- Tram 76 place de la Vaillance avec l’église Saint Guidon à l’arrière-plan.

### Anderlecht au cinéma
- Le film Potiche, sorti en 2010, a été largement tourné dans les rues de la commune d'Anderlecht.
- Des scènes du film Les Profs 2, sorti en 2015, avec Kev Adams, Didier Bourdon et Isabelle Nanty, ont été tournées à la place de la résistance et à l'intérieur de la maison communale en février 2015.
- Les scènes scolaires du film Tamara ont été tournées à l'Institut Redouté-Peiffer.
- Le film Le Syndrome des amours passées, sorti en 2023, a été entièrement tourné à Anderlecht. On y reconnait le hall de la Maison communale, la terrasse et l'intérieur du COOP, les rives du canal, le Poelp et le quartier de la place du Conseil à Cureghem.

## Accessibilité
La commune d'Anderlecht est desservie par les métros 2, 5 et 6. Elle est aussi desservie par le tram 81 et les bus